# Tadeusz Gorczyński

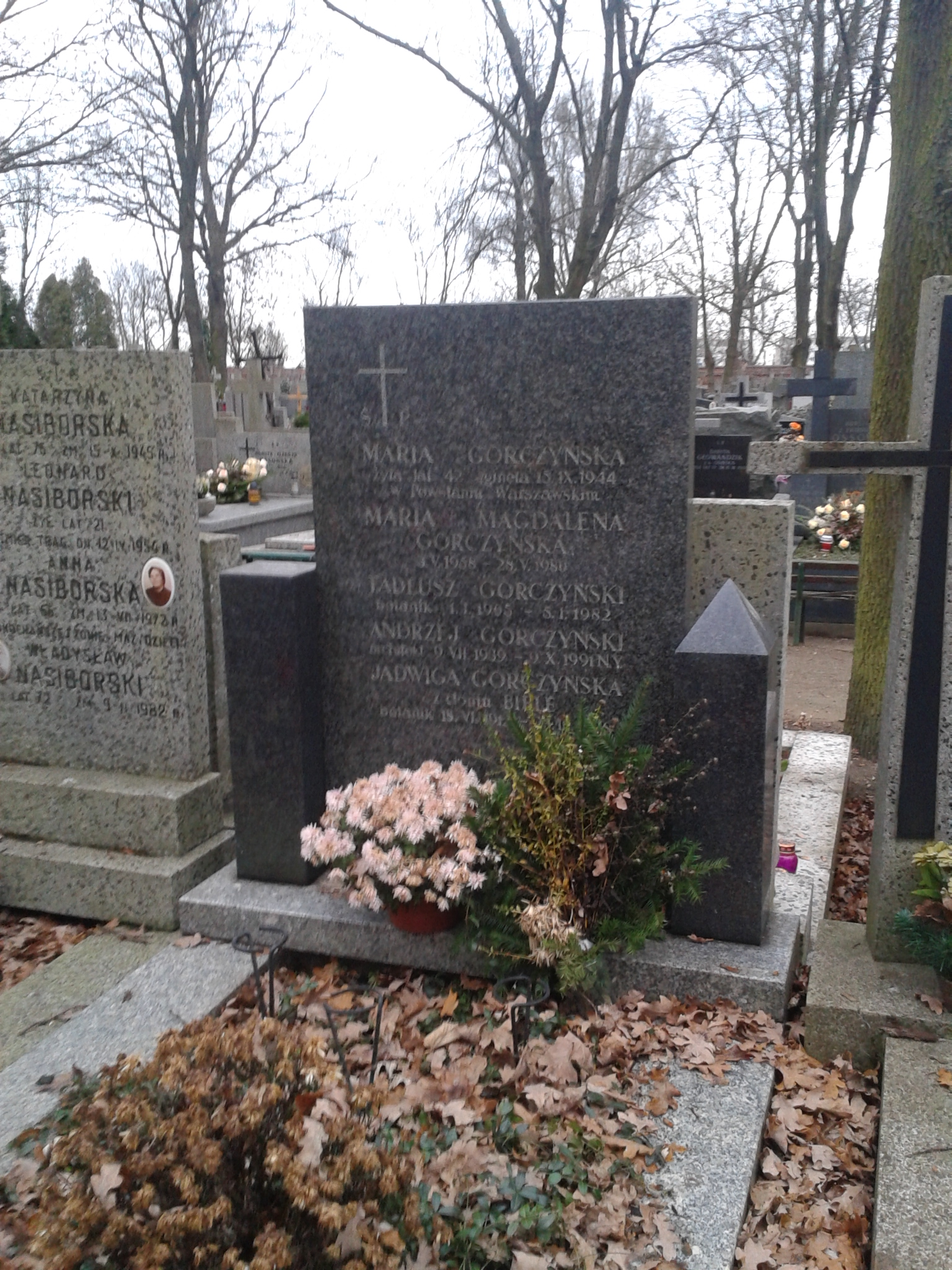
Grób Jadwigi i Tadeusza Gorczyńskich na cmentarzu Bródnowskim w Warszawie

Tadeusz Gorczyński (ur. 1 stycznia 1905 w Zbroszkach, zm. 5 stycznia 1982 w Warszawie) – polski botanik, cytolog roślin, prof. Szkoły Głównej Gospodarstwa Wiejskiego.

## Życiorys
Studiował na Wydziale Filozoficznym Uniwersytetu Warszawskiego pod kierunkiem prof. Zygmunta Wóycickiego, w 1929 rozpoczął pracę naukową w Zakładzie Botaniki Szkoły Głównej Gospodarstwa Wiejskiego, rok później uzyskał na Uniwersytecie Warszawskim stopień doktora filozofii.
Po zakończeniu II wojny światowej poza pracą na uczelni został zaangażowany w działalność Biura Odbudowy Stolicy, został również członkiem Zarządu Głównego Polskiego Towarzystwa Botanicznego. W lipcu 1945 przedstawił pracę habilitacyjną i uzyskał stanowisko docenta, powierzono mu zadanie zorganizowania i kierowania Zakładem Botaniki. W 1946 uzyskał tytuł profesora i został mianowany kierownikiem Katedry, równocześnie od 1950 przez trzy lata był profesorem botaniki oraz dziekanem Wydziału Matematyczno-Przyrodniczego w warszawskiej Państwowej Wyższej Szkole Pedagogicznej. 19 stycznia 1955 został odznaczony Medalem 10-lecia Polski Ludowej. W 1970 został wybrany na stanowisko dyrektora Instytutu Biologii Roślin SGGW, od 1973 do 1977 pełnił funkcję prezesa Polskiego Towarzystwa Botanicznego, a następnie został członkiem honorowym. Należał do grupy założycieli Ogrodu Botanicznego Polskiej Akademii Nauk w Powsinie.
Zmarł 5 stycznia 1982 w Warszawie, pochowany 12 stycznia 1982 na cmentarzu Bródnowskim (kwatera 108I-2-8).

## Dorobek naukowy
Pozostawił liczne prace naukowe dotyczące embriologii i cytologii roślin, a także biologii kwiatów i anatomii drewna. Redagował dwadzieścia jeden tomów „Rocznika Dendrologicznego”, był autorem książek i podręczników akademickich m.in.
- Rośliny użytkowe red. nauk. (wspólnie z Ludmiłą Hausbrandt, 1961),
- Botanika stosowana (wspólnie z Ludmiłą Hausbrandt, 1954),
- Podstawy anatomii drewna (wspólnie z Ludmiłą Hausbrandt, 1966),
- Materiały do ćwiczeń z botaniki. II Morfologia roślin (wspólnie z Jadwigą Gorczyńską, 1972),
- Materiały do ćwiczeń z botaniki. III. Systematyka roślin (wspólnie z Jadwigą Gorczyńską, 1975).

## Upamiętnienie
W dowód uznania wkładu Tadeusza Gorczyńskiego w rozwój polskiej botaniki jednej z odmian cisa pośredniego nadano nazwę cis pośredni Taxus media 'Profesor Gorczyński'.